# 笠松町厚生会館
笠松町厚生会館（かさまつちょうこうせいかいかん）とは、岐阜県羽島郡笠松町にある公共施設。
単に厚生会館ともいう。

## 概要
生涯学習や地域づくりなどの活動拠点の施設である。1968年（昭和43年）開館。現在の建物は1990年（平成2年）3月に完成。

## 施設概要
- 休養室（1・2）
- 学習室
- 集会室
- 保育室

## 利用案内
- 利用時間：9時00分 - 21時30分[1]
- 休館日：日曜日、祝日、年末年始（12月29日 - 1月3日）[1]
- 休養室・学習室・集会室の使用：有料（事前予約が必要）[1]

## 交通アクセス

### 公共交通機関
- 名鉄竹鼻線「西笠松駅」下車、徒歩で約5分。
- 笠松町公共施設巡回町民バス「笠松郵便局前」バス停より徒歩で約2分。

### 自動車
国道21号（岐大バイパス）下川手ICより県道14号を南下。「三笠通3丁目」交差点より県道164号を西進。